# 단양 노동동굴
단양 노동동굴(丹陽 蘆洞洞窟)은 충청북도 단양군 단양읍 노동리의 조선 누층군에 발달한 석회암 동굴이다. 단양국가지질공원의 지질유산이며 1979년 6월 21일 대한민국의 천연기념물 제262호로 지정되었다.

## 개요
노동동굴은 남한강 줄기가 충주호 북쪽으로 흘러 들어가는 노동천 부근에 있으며 동굴의 총길이는 약 800m이다. 동굴은 고생대 오르도비스기의 퇴적암 지층 조선 누층군의 석회암으로 이루어져 있으며 동굴 안은 경사가 급하다.
동굴 안에는 고드름처럼 생긴 종유석과 땅에서 돌출되어 올라온 석순, 종유석과 석순이 만나 기둥을 이룬 석주 등 동굴 생성물이 잘 발달되어 있다. 동굴 중간의 수직벽 밑에는 토기 파편이 흩어져 있는데, 이것은 임진왜란(1592) 당시 주민들이 이곳으로 피난했던 흔적이라고 한다.
노동동굴은 동굴 내에 갖가지 지형지물이 생겨 있고 종유폭포, 석주, 석순 등 2차 생성물이 잘 발달하여 지질학적 연구자료로서의 가치가 크고 동굴 경관이 아름답다.
2008년 문화재청은 동굴을 보호한다는 조치 하에 동굴을 비공개로 전환하였다.

## 참고 자료
- 단양 노동동굴 - 국가유산청 국가유산포털